# ロスト・イン・タイランド
『ロスト・イン・タイランド』（原題：人再囧途之泰囧、英題：Lost in Thailand）は2012年12月12日に中国で公開された中国のコメディー映画。
日本では第6回したまちコメディ映画祭in台東で上映された。2013東京／沖縄・中国映画週間では『ロスト・イン・タイ』の邦題で上映されている。

## あらすじ
ビジネスで成功した徐朗が4年がかりで作り上げた「油霸」という不思議な商品を友達でもあり、競争相手の高博はフランスに売買しようとしていた。しかし徐朗は反対し、もっと研究すべきだと思っていた。二人はこれをめぐり、大手会社の周さんの”授権書”さえ手にすれば自分たちの目標は達成できるようになっていた。高博は周さんがタイにいることを知り、すぐさまタイに向かう。高博は徐朗につけておいた追跡機を使いタイに行くことになった。高博はタイに向かう飛行機に中で王宝という愚かな旅行客と出会い、3人を中心に”授権書”を手に入れるまでを描く。

## キャスト
| 俳優   | 役名   | コメント |
| 徐崢   | 徐朗   | 資本家，“油霸”と呼ぶ油脂成分を増大する製品を開発，さらに開発を進めることで莫大な利益を得ようとする。しかし同期であり、所持株式が同じライバルの高博とは意見が合わず，タイにいるとされるオーナーの周楊から権利書をもらおうと、ひそかにタイ行きを画策する。道中で知り合う王宝とは“タイ・レジェンド”のタッグを組む。             |
| 王宝強 | 王宝   | 葱油餅売り，宝宝がニックネーム，母の病気の回復を願い，サボテンを手にタイへと旅立つ。現地では願掛けとして，レディボーイ，ムエタイ等の写真を撮ることにしている。自ら徐朗とは“タイ・レジェンド”を結成する。范冰冰が好きで旅立ちに合わせて，写真の切り抜きを持ち合わせた。想像内では彼女とハネムーンに出ていることになっている。 |
| 黄渤   | 高博   | 徐朗の同僚でライバル，徐朗が開発した“油霸”をフランス人に売ろうと画策している。高博はこの問題で抜け駆けしようとしている徐朗の行動がわかるよう追跡装置を徐朗の手荷物につけ行動を探り周楊の権利書を先に手に入れようとする。 |
| 陶虹   | 安安   | 徐朗の妻，徐朗とは離婚しようとしている。 |
| 范冰冰 | 范冰冰 | カメオ出演，王宝が恋する女優，王宝のハネムーンに呼ばれる。 |